# 夏壽田
夏寿田（1870年—1935年），字耕父，号午彝（又作午诒、武夷），又号直心居士，湖南桂阳人。清朝及中华民國政治人物、书画家、篆刻家。

## 生平
夏壽田於清光绪二十四年（1898年）中式戊戌科一甲第二名进士（榜眼）。授翰林院編修，曾任刑部员外郎。宣统三年（1911年）授朝议大夫。
民国元年（1912年），夏壽田出任湖北省民政长。后来任大总统府秘书。次年，任大总统府内史，兼国史馆顾问。还曾担任约法会议议员。获授三等文虎章。
1915年（民国四年）12月，袁世凯称帝，制诏多由其草拟。工书法、篆刻。
1916年（民国五年）6月，袁世凱称帝失败，病死，夏寿田被通缉，至1918年（民国七年）才赦免。
民国二十四年（1935年），夏寿田逝世。

## 逸事
1902年，39岁的齐白石认识了夏寿田、李瑞清、郭葆荪等人。同年冬，他应夏寿田之聘，到西安教画。在西安，齐白石结识了樊樊山，得睹其所藏的八大山人、金农、罗聘等诸家的画册。这对齐白石的艺术道路产生了深远的影响。

## 著作
- 史贊註補[2]
- 史贊註處[2]
- 夏刑考[2]
- 中国武功史[2]
- 诗笺[2]
- 理蘅馆诗词[2]
- 孫子選注
- 涿州战纪